# Masters de Indian Wells 1978
El 1978 American Airlines Tennis Games fue la 3.ª edición del Abierto de Indian Wells, un torneo del circuito ATP. Se llevó a cabo en las canchas duras de Palm Springs, en California (Estados Unidos), entre el 13 de febrero y el ¿? de ese año.

## Ganadores

### Individual masculino
Roscoe Tanner venció a  Raúl Ramírez,  6–1, 7–6

### Dobles masculino
Raymond Moore /  Roscoe Tanner vencieron a  Bob Hewitt /  Frew McMillan, 6–4, 6–4